# ロージー (aikoの曲)
「ロージー」は、aikoのメジャー通算8枚目のシングル。2001年5月30日にポニーキャニオンから発売された。

## 解説
- 前作から3ヶ月ぶりのシングル。
- 3曲ともにaikoがインディーズ時代に発表した曲をアレンジを新たにレコーディングしなおしたものである[1]。
- 「ロージー」は女性視点から男性の恋人に対する願望を歌った曲で、曲の最後でも彼に呼びかけるように「ロージー」とシャウトしている。作詞をした時点でaikoは「ロージー」を男の子の名前だと設定しているが、「ロージー（Rosie）」は一般的には女の子の名前である。
- 初回限定盤のみカラートレイ仕様。

## 曲目
1. ロージー
2. キスでおこして
3. あの子へ
4. ロージー（instrumental）

- 全曲作詞・作曲:AIKO　編曲:島田昌典